# Charles Gustave Parquet
Charles Gustave Parquet ou Gustave Parquet, né le 15 avril 1826 à Beauvais et mort le 16 octobre 1908 à Paris, est un peintre français.

## Biographie
Charles Gustave Parquet est le fils de Joseph Parquet et de Marie Louise Iphigénie Flesschelles.
Peintre de la vénerie impériale, il expose au Salon de 1857 à 1898.
Il participe également à de nombreuses expositions en présentant ses peintures, aquarelles et autres dessins à la plume.
Il épouse Marie Amélie Rayé.
Il meurt à son domicile de la rue Chardon-Lagache à l'âge de 82 ans.

## Œuvres exposées aux Salons parisiens
- Après la lutte, au Salon de 1857
- Chevaux de poste, au Salon de 1859
- Chevaux boulonnais : Troupier, Arator et Compère Thomas, du haras impérial d’Abbeville, au Salon de 1859
- Chevaux de chasse : Georges, du haras impérial d’Abbeville, et Tom, au Salon de 1859
- Jean du Quesne, pur-sang irlandais, au Salon de 1861
- Ouvrier, trotteur normand, au Salon de 1861
- Jacques, poney écossais monté par M. G. de L…, au Salon de 1861
- Boule, terrier chassant un rat, au Salon de 1861
- Franc-Picard, au Salon de 1863
- Huntsman, au Salon de 1863
- Cheval barbe, au Salon de 1863
- Relais de chiens de la vénerie impériale, au Salon de 1865
- Boby, au Salon de 1865
- Portrait de S. A. le prince Joachim Murat, au Salon de 1866
- Un découplé de la vénerie impériale, au Salon de 1866
- Jeare, à M. le duc d'Elchingen, au Salon de 1867
- Un rendez-vous de la vénerie de l'Empereur, au Salon de 1868
- Trois chiens de la vénerie de l'Empereur, au Salon de 1868
- Un valet de chiens de la vénerie de l'Empereur, au Salon de 1868, dessin
- Le Vol-ce-l'Est, au Salon de 1869
- Monarque-Phenomenon, cheval blanc, au Salon de 1869, aquarelle
- Un rendez-vous de l'équipage Picard piqu’hardi, au Salon de 1870
- Deus illis hoec otia fecit, au Salon de 1870
- Valets de chiens, au Salon de 1873
- Episode de chasse, au Salon de 1873, aquarelle
- Eclipse, trotteur, au Salon de 1874, aquarelle
- Le haras de Plainval ; Brigadier, Montplaisir, la Parisina, Campagnard, au Salon de 1875
- Trois amis, au Salon de 1876
- Le cheval du piqueur, au Salon de 1876, aquarelle
- Le shooting poney, au Salon de 1876, aquarelle
- Vermuth ; vieux type irlandais, au Salon de 1879
- The shooting poney, au Salon de 1879
- L'invité, au Salon de 1880
- Il attend qu'il plaise à son maître de se lever, au Salon de 1880
- Le Val-de-l'Est, au Salon de 1881
- Au vert, au Salon de 1881
- Fox, au Salon de 1882
- Poulinière pur sang, au Salon de 1882, aquarelle
- Braque et basset, au Salon de 1889
- Chasse à tir, au Salon de 1889, aquarelle
- Chasse à courre, au Salon de 1889, aquarelle
- L'emballé, au Salon de 1890
- Hallali d'un daguet, au Salon de 1890
- Un relais, au Salon de 1890, aquarelle
- Le piqueur, au Salon de 1891, aquarelle (Toulouse)
- Le cheval du général, au Salon de 1891
- Hallali d'un daguet, au Salon de 1892
- Un vol de canards, au Salon de 1896
- Un rally, au Salon de 1898